# Куровский, Пётр
Пётр Куровский, Пётр из Курува (пол. Piotr Kurowski; ум. 1463) — польский государственный и военный деятель, каштелян новы-сончский (1440), сенатор (ок. 1450), каштелян люблинский (1460), староста люблинский (1431—1432).

## Биография

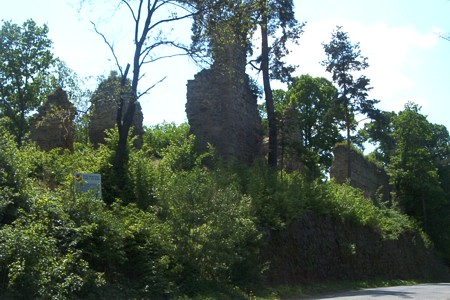
Руины верхнего замка в Рожнeве, который в 1426 году принадлежал братьям Петру и Николаю Куровским, а затем был продан Завише Чарному из Гарбова.

Представитель польского дворянского рода Куровских герба «Шренява». Сын каштеляна жарнувского Клеменса Куровского (ок. 1340 — ок. 1405). Брат — Николай Куровский, архиепископ гнезненский и коронный канцлер.
В 1427 году Пётр Куровский и еще ряд польских придворных рыцарей были обвинены в связях с королевой Софьей Гольшанской, последней супругой престарелого Владислава Ягелло.
3 июля 1431 года во время Луцкой экспедиции он отправил письма великому князю литовскому Свидригайло из военного лагеря в Быстрице в Люблинском воеводстве.
В 1439 году он был членом конфедерации Спытко из Мельштына.
В период междуцарствия 1444—1447 годов, будучи каштеляном Новы-Сонча, Пётр Куровский принадлежал к группе наиболее выдающихся оппозиционеров позиции епископа Збигнева Олесницкого и одновременно к группе сторонников Казимира IV Ягеллона. В апреле 1446 года он был избран тайным съездом малопольской оппозиции в Белжице посланником к пребывавшему в Литве великому князю. Только эта миссия принесла Казимиру согласие на принятие польской короны и предотвращение кризиса власти (в то время королем Польши уже был условно избран Болеслав IV, князь Варшавский).
В 1442 году он изменил городскую хартию Курува с польского права на магдебургское право. В 1452 году вместо деревянной он заложил кирпичную церковь, посвященную Рождеству Пресвятой Богородицы и св. Михаила Архангела и щедро одарил приход в Куруве. Было ли это связано с возведением нового прихода или обновлением старого, посвященного св. Идзи — существующий с 12 века, об этом нельзя сказать однозначно. Однако сомнительно, чтобы центр без собственного прихода был возведен в ранг города.
Пётр Куровский был женат Бурнете, фамилия которой неизвестна, от брака с которой у него была дочь Ядвига.